# Capela de Nossa Senhora da Conceição (Santana de Parnaíba)
Capela de Nossa Senhora da Conceição é uma edificação católica em Santana de Parnaíba, provavelmente construída em 1687, sob as ordens de Guilherme Pompeu de Almeida. Foi tombada pelo IPHAN em 1941. Passou por obras de conservação em 1944 e 1958.

A edificação é considerada pequena e foi realizada com taipa de pilão e pau-a-pique. Dentro, há um retábulo, com imagens. Tem influência de arquitetura portuguesa, marcante do estilo colonial de São Paulo.